# Contenido sexual
En el discurso mediático, el contenido sexual es el material que representa un comportamiento sexual. El comportamiento sexual puede ser explícito, implícito, como el flirteo,  o incluir lenguaje sexual y eufemismos.
El contenido sexual es un factor importante en la mayoría de los sistemas de clasificación de contenidos, como los utilizados para programas de televisión, películas, y videojuegos. Su creciente disponibilidad, especialmente en Internet, ha aumentado la exposición de las personas a contenidos sexuales. Esta exposición no siempre es deseada.
La investigación ha sugerido que la exposición a contenidos sexuales afecta a los pensamientos y el comportamiento de las personas, aunque hay desacuerdo sobre el alcance del efecto. Gert Martin Hald, psicólogo de la Universidad de Copenhague, autor de un estudio según el cual ver «medios de comunicación sexualmente explícitos» solo representaba entre el 0,3 y el 4 por ciento de los cambios de comportamiento, afirmó: «Nuestros datos sugieren que otros factores, como las disposiciones personales —en concreto, la búsqueda de sensaciones—, más que el consumo de material sexualmente explícito, pueden desempeñar un papel más importante en una serie de comportamientos sexuales de adolescentes y adultos jóvenes».